# Atractides parviscutus
Atractides parviscutus är en kvalsterart som beskrevs av Marshall 1915. Atractides parviscutus ingår i släktet Atractides och familjen Hygrobatidae. Inga underarter finns listade.